# Jaime Vargas Vargas
Jaime Froilan Vargas Vargas, né le 21 juillet 1979, est un militant des droits des autochtones et homme politique achuar équatorien. Il est le président de la Confédération de nationalités indigènes de l'Équateur (CONAIE) de 2017 à 2021,. Avec Leonidas Iza, il est la principale figure des manifestations anti-austérité de 2019.

## Jeunesse et formation
Vargas est né le 21 juillet 1979 dans la communauté achuar de Kapahuari dans le canton de Pastaza au sein de la province homonyme de l'Amazonie équatorienne. Il est le fils d'Ilario Vargas, qui a été l'un des fondateurs de Nacionalidad Achuar (NAE) et de la Confederación de Nacionalidades Indígenas de la Amazonía (Confeniae).
Il a étudié au Colegio Nacional 12 de Mayo de Puyo, obtenant une licence en commerce et sciences de l'administration, devenant ensuite comptable. Depuis sa jeunesse, il a participé à la politique de sa communauté, devenant un membre actif, et prenant part aux marches indigènes.

## Carrière politique
En 2004, il a fait partie du conseil administratif et financier de la Direction bilingue interculturelle de la Nacionalidad Achuar (NAE). Entre 2010 et 2012, il a été le coordinateur et le représentant de la nationalité dans la province de Morona Santiago.
En 2012, il devient président de la NAE, fonction qu'il occupe jusqu'en 2015,. Durant son mandat, il choisit de s'appuyer sur les décisions prises par la base de l'organisation. Il s'oppose notamment à des projets d'exploitation de pétrole souhaités par le gouvernement de Rafael Correa.
L'année suivante, il a assisté à la Cour interaméricaine des droits de l'homme (CIDH) à Washington D.C. lors de la présentation des plaintes pour violations territoriales et droits collectifs. Avant la fin de son mandat, il participe également aux manifestations contre les amendements constitutionnels, prenant part aux cortèges à Macas, à proximité du bureau du gouverneur de Morona Santiago,.
La même année, il obtient un diplôme d'administration publique à Macas, et devient président du Conseil de participation citoyenne et de contrôle social de Morona Santiago jusqu'en 2017,.

### Présidence de la CONAIE
Le 16 septembre 2017, il a été élu à l'unanimité président de la Confédération des nationalités indigènes de l'Équateur (CONAIE), lors du sixième congrès qui s'est tenu à Zamora. Il obtient cette victoire après avoir proposé de réunifier la base du mouvement,.
L'une de ses premières décisions a été de soutenir le référendum de 2018 et de poursuivre le dialogue avec le gouvernement de Lenín Moreno, qui avait commencé pendant le mandat de son prédécesseur Jorge Herrera. Ce dialogue permet à la CONAIE de récupérer la compétence de l'éducation bilingue interculturelle. L'organisation maintient toutefois sa position critique à l'égard d'un gouvernement qui envisage l'octroi de nouvelles concessions minières et qui se montre favorable à l'extractivisme, ce qui conduit à la fin du dialogue le 24 août et à l'annonce d'une grève nationale en octobre,.
En 2019, il mène aux côtés de Leonidas Iza, président du Mouvement indigène et paysan de Cotopaxi, des manifestations à l'échelle nationale contre l'adoption de mesures économiques défendues par le président Lenín Moreno telles que la suppression de la subvention du diesel et de l'essence supplémentaire.
En février 2020, lors d'une visite au Guatemala, Jaime Vargas se qualifie en tant que président de la CONAIE de « deuxième président » des « nationalités de l'Équateur », après le « premier président » Lenín Moreno. Cette déclaration suscite une controverse sur les réseaux sociaux et dans les médias.
Son mandat à la tête de la CONAIE, initialement prévu pour une mandature de trois ans de 2017 à 2020, est prolongé d'un an en septembre 2020, jusqu'en octobre 2021. Il est par la suite désigné tête de liste de Pachakutik pour les élections législatives équatoriennes de 2021. Salvador Quishpe mène finalement la liste du parti, à la suite de tensions entre la CONAIE et Pachakutik,. 
Soutien de l'ancien président bolivien Evo Morales, il participe avec Leonidas Iza à une rencontre politique avec ce dernier en novembre 2020 en à Chimoré en Bolivie dans le contexte l'élection de Luis Arce et de la fin de son exil argentin. 
Après avoir soutenu la candidature de Yaku Pérez, membre de l'aile droite de Pakachutik, au premier tour de la présidentielle de 2021, Jaime Vargas apporte son soutien au candidat de gauche Andrés Arauz lors du second tour face au candidat de la droite Guillermo Lasso, contrairement à la CONAIE et son bras politique Pachakutik qui appellent au vote nul. En raison de ce soutien, il est exclu de Pachakutik le 6 avril 2021, puis démis de sa fonction de président de la CONAIE le 12 mai 2021. Manuel Castillo, vice-président de l'organisation, assure la présidence par intérim. 